# Ethylengruppe

Ethylengruppe

Als Ethylengruppe, auch Ethylen-Rest, bezeichnet man in der Organischen Chemie einen zweibindigen organischen Rest, also die Atomgruppe –C2H4–. Beispiele für Verbindungen mit einer Ethylengruppe als Strukturmotiv sind 1,2-disubstituierte Ethan-Derivate, wie Ethylendibromid oder Ethylendiamin, die heute jedoch meist mit den eindeutigen Namen, wie 1,2-Dibromethan, behandelt werden.
Die technisch wichtigen Kunststoffe Polyethylen (PE) und Polyethylenterephthalat (PET) enthalten das Strukturmotiv einer Ethylengruppe vielfach.